# بیمارستان روان‌پزشکی
بیمارستان روان‌پزشکی، تیمارستان یا آسایشگاه روانی نوعی بیمارستان است که از آن برای بستری افراد مبتلا به بیماری روانی استفاده می‌شود.
بستری کردن بیماران به دلیل اختلالات روانی عمده یا شدید، عبارت است از قرار دادن شخص در محیطی امن، محیطی که در آن روان‌درمانی ارائه می‌گردد. بستری کردن به خودی خود می‌تواند نوعی درمان باشد. بودن در بیمارستان باعث می‌گردد که بیماران، از موقعیت‌هایی که می‌توانند سبب ادامهٔ ناراحتی آنها شود دور بمانند؛ مثلاً اشخاص معتاد ممکن است در زندگی روزمره نتوانند در برابر وسوسهٔ مصرف مواد مقاومت نمایند. بستری شدن به آنها کمک می‌کند تا از رفتارهای خود-مخرب، سالم بیرون بیایند. در بیشتر موارد، بستری کردن باید آخرین راه حل در نظر گرفته شود، یعنی پس از آن که دیگر انواع روان درمانی غیر از جراحی مغزی امتحان شده باشد.

## نامگذاری
برخی معتقدند که واژه «تیمارستان» واژه نامناسبی است و بار معنایی منفی در جهان امروزی دارد. این واژه در زبان فارسی دارای ریشه کهنی است. در شهر گندی‌شاپور که از بناهای ساسانیان بود دو مؤسسه وجود داشت، یکی بیمارستان که به معنی مریض‌خانه است و دیگری تیمارستان به معنی دیوانه‌خانه، و دولت وقت موظف بود در آن از بیماران روانی محلی تیمار نماید، یعنی نگاهداری نماید.

## تاریخچه
در اواخر قرون وسطی در شهرها برای رویارویی با مسئلهٔ بیماران روانی تیمارستان ایجاد شد. اما این تیمارستان‌ها در واقع زندان بود، به این معنا که بیماران را در اتاقک‌های تنگ و تاریک و کثیف به زنجیر می‌کشیدند و با آنان بیشتر همچون جانور رفتار می‌کردند تا آدمی.

## تحول در تیمارستان‌ها
تا سال ۱۷۹۲ وضع تیمارستان‌ها به همین منوال بود در این سال فیلیپ پینل مسئولیت تیمارستانی در پاریس را به عهده گرفت و پیشرفت‌هایی ایجاد شد، او غل و زنجیر را از بیماران برداشت این عمل نتایج نیکویی به بار آورد. بسیاری از مردمانی که سال‌ها بود آن‌ها را دیوانه می‌پنداشتند و کسی امید به بهبودی شان نداشت، وقتی از بند رها شدند و در اتاقک‌های پاکیزه و آفتاب گیر با آنان به مهربانی رفتار شد به قدری بهبود یافتند که از تیمارستان مرخص شدند.

## آموزش همگانی بهداشت روانی
با همهٔ این پیشرفت‌های علمی، در نخستین سال‌های ۱۹۰۰ هنوز عامه مردم بیماری روانی را نمی‌شناختند و تیمارستان و بیمارهای روانی ترس ایجاد می‌کردند، تا اینکه آموزش همگانی بهداشت روانی بر عهده کیلفورد بیرز افتاد. او تجربه‌هایش را در کتاب «ذهنی که خود را بازیافت» منتشر کرد. او توجه چشمگیر عامهٔ مردم را برانگیخت و به تشکیل کمیتهٔ ملی بهداشت روانی یاری رساند. جنبش بهداشت روانی در سازمان گرفتن درمانگاه‌های راهنمایی کودک و احداث مراکز بهداشت روانی و درمان اختلال‌های روانی سهم پرارزشی داشته‌است.<ref>اتکینسون، ریتا ال. زمینه روان‌شناسی هیلگارد. تهران: رشد، 1389. 562.</ref>